# Симс, Зут
Зут Симс (Zoot Sims, настоящее имя Джон Хейли Симс; 29 октября 1925 года, Инглвуд (Калифорния) — 23 марта 1985 года, Нью-Йорк) — американский джазовый саксофонист, яркий представитель кул-джаза и свинговой традиции. Его прозвище «Зут», закрепившееся ещё в юности, было позаимствовано из сленга свингующих биг-бэндов 1930-х годов. За четыре десятилетия карьеры он записал десятки альбомов.
Родители Симса выступали в водевилях, а его старший брат Рэй Симс получил известность в качестве тромбониста. Зут увлёкся джазом ещё в детстве и начал играть на кларнете, а позже переключился на тенор-саксофон, оставшийся его любимым инструментом до конца жизни. Его стиль, сочетавший мелодичную лиричность и непринуждённую свинговую подачу, формировался под сильным влиянием Лестера Янга, что проявлялось в лёгкости фразировки, тёплом тоне и изобретательных импровизациях.
Профессиональную карьеру начал в середине 1940-х в оркестрах Кенни Бейкера и Бенни Гудмана. Прорыв к национальной славе случился в 1947 году, когда он присоединился к ансамблю Вуди Германа. Новаторская саксофонная секция этого ансамбля, прозванная «четыре брата» (Симс, Стэн Гетц, Серж Халов, Херби Стюард), заметно повлияла на звучание модерн-джаза конца 1940-х. Именно в этот период сложилась репутация Симса как мастера лёгкого, «прохладного» звучания.
В 1950-х Симс, переехав в Нью-Йорк, стал востребованным сессионным музыкантом. Он мастерски балансировал между интеллектуальной сложностью бибопа и камерной эстетикой Западного побережья, сотрудничая с такими признанными мастерами, как Джерри Маллиган, Чет Бейкер, Стэн Гетц, Оскар Питерсон и Куинси Джонс, а также записывая сольные альбомы, где в полную силу раскрылся его собственный лиричный стиль. 
Несмотря на близость к «прохладной школе», Симс оставался универсальным музыкантом, легко адаптируясь к разнообразному музыкальному контексту (включая блюз и мейнстрим). В 1962 году вместе с биг-бэндом Бенни Гудмана совершил историческое турне по СССР, результатом которого стал альбом Jazz Mission to Moscow, включающий джазовые версии таких мелодий, как «Подмосковные вечера», «Очи чёрные» и «Эх, ухнем» (под названием The Sochi Boatman). Также его саксофон можно услышать на музыкальных записях битника Джека Керуака.
В 1970-х Симс работал с продюсером Норманом Гранцем на лейбле Pablo Records. К этому периоду относятся успешные дуэты с гитаристом Джо Пассом и выступления с оркестром Каунта Бэйси. Несмотря на проблемы в личной жизни, включая борьбу с алкоголизмом, он сохранял творческую продуктивность, выступая в клубах и на фестивалях до последних дней.
Личная жизнь Симса была насыщенной: он трижды женился, имел пятерых детей, а его дом в Нью-Йорке стал местом джем-сейшенов для коллег. Умер на 60-м году жизни от рака лёгких.